# كيت تشابيل
كيت تشابيل (بالإنجليزية: Kate Chappell)‏ هي رسامة أمريكية، ولدت في 1942.